# Kozmodrom Pljeseck
Kozmodrom Pljeseck (rus.. Космодром Плесецк) je ruska svemirska luka smještena u Mirnyu, u ruskoj Arhangelskoj oblasti, oko 800 km sjeverno od Moskve i otprilike 200 km južno od Arhangelska. Kozmodrom datira iz 1957. godine. Izvorno razvijen kao lokacija za lansiranje interkontinentalnih balističkih raketa R-7, služio je i za brojna lansiranja satelita korištenjem R-7 i drugih raketa. Njegova velika zemljopisna širina čini ga korisnim samo za određene vrste lansiranja, posebno za lansiranje u orbite Molniya (orbite visoke inklinacije), tako da je veći dio povijesti kozmodrom funkcionirao kao sekundarna lokacija, dok se većina orbitalnih lansiranja odvijala se s Baikonura, u Kazačkoj SSR (danas u Kazahstanu). S raspadom SSSR-a, Baikonur postaje inozemni teritorij, čije je korištenje Kazahstan godišnje naplaćivao 115 milijuna američkih dolara. Slijedom toga, Plesetsk je od 2000-ih znatno više korišten.

## Pregled
Plesetsk (62°55′32.32″N 40°34′40.36″E / 62.9256444°N 40.5778778°E) se koristi posebno za lansiranje vojnih satelita u orbite visoke inklinacije i polarne orbite. Područje sjeverno od kozmodroma, gdje nakon lansiranja padaju ostaci raketa je uglavnom nenaseljeno. Smješteno je u području tajge, ravnom terenu s borealnim borovim šumama.
Trenutno se rakete Sojuz, Kosmos, Molnija, Rokot i Ciklon lansiraju iz Pljesecka. Proton i Zenit se lansiraju samo s Bajkonura.

## Poveznice
- Kozmodrom Bajkonur
- Kozmodrom Vostočni

## Vanjske poveznice
- Kozmodrom Pljeseck